# Hanbury (Worcestershire)
Hanbury – wieś w Anglii, w hrabstwie Worcestershire, w dystrykcie Wychavon. Leży 15 km na północny wschód od miasta Worcester i 158 km na północny zachód od Londynu.